# Evaluacija
Evaluacija ili vrednovanje (od lat. valere: biti zdrav, jak, sposoban), općenito znači opis, analizu, vrednovanje i ocjenu projekata, procesa i organizacijskih jedinica po utvrđenom kriteriju ili standardu. 
Također, označava i procjenu planiranih aktivnosti pojedinaca, skupina ili institucija i njihovih rezultata. 
Evaluacija nije samo završna procjena nekog projekta ili program a, već može biti i procjena u svim fazama planiranja i socijalnih aktivnosti.